# Joof
Joof ist ein westafrikanischer Familienname.

## Herkunft des Namens
Joof ist ein in Gambia gebräuchlicher patronymisch gebildeter Familienname, entstanden bei den Serer im Senegal. Die im Senegal gebräuchliche französischsprachige Variante ist Diouf.

## Namensträger
- Alieu Joof (* 1997), gambischer Sprinter
- Alieu Ebrima Cham Joof (1924–2011), gambischer Politiker und Historiker
- Amie Joof Cole (* 1952), gambische Rundfunkjournalistin
- Amie Joof Conteh, gambische Juristin und Politikerin
- Baboucarr Ousmaila Joof (* 1963), gambischer Politiker
- Badara Joof, gambischer Politiker
- Bai Modi Joof (1933–1993), gambischer Jurist
- Dodou J. Joof (* 1941), gambischer Polizist, Sportler und Sportfunktionär
- George St. Clair Joof (1907–1955), gambischer Jurist und Politiker
- Hella Joof (* 1962), dänische Schauspielerin, Synchronsprecherin, Regisseurin und Drehbuchautorin
- Joseph H. Joof (Politiker, I) (Joseph Henry Joof), gambischer Politiker (UP)
- Joseph H. Joof (Jurist) (Joseph Henry Joof; * 1960), gambischer Jurist, Politiker und Schriftsteller
- Louis Joof (* 1989), gambische Beachvolleyballspielerin
- Lucretia St. Clair Joof (1913–1982), gambische Politikerin
- Pa Malick Joof (* 1985), gambischer Fußballspieler
- Ruggy Joof (* 2001), gambische Fußballspielerin
- Sulayman Joof, gambischer Politiker